# 比茨湖
52°50′N 12°54′E / 52.83°N 12.9°E

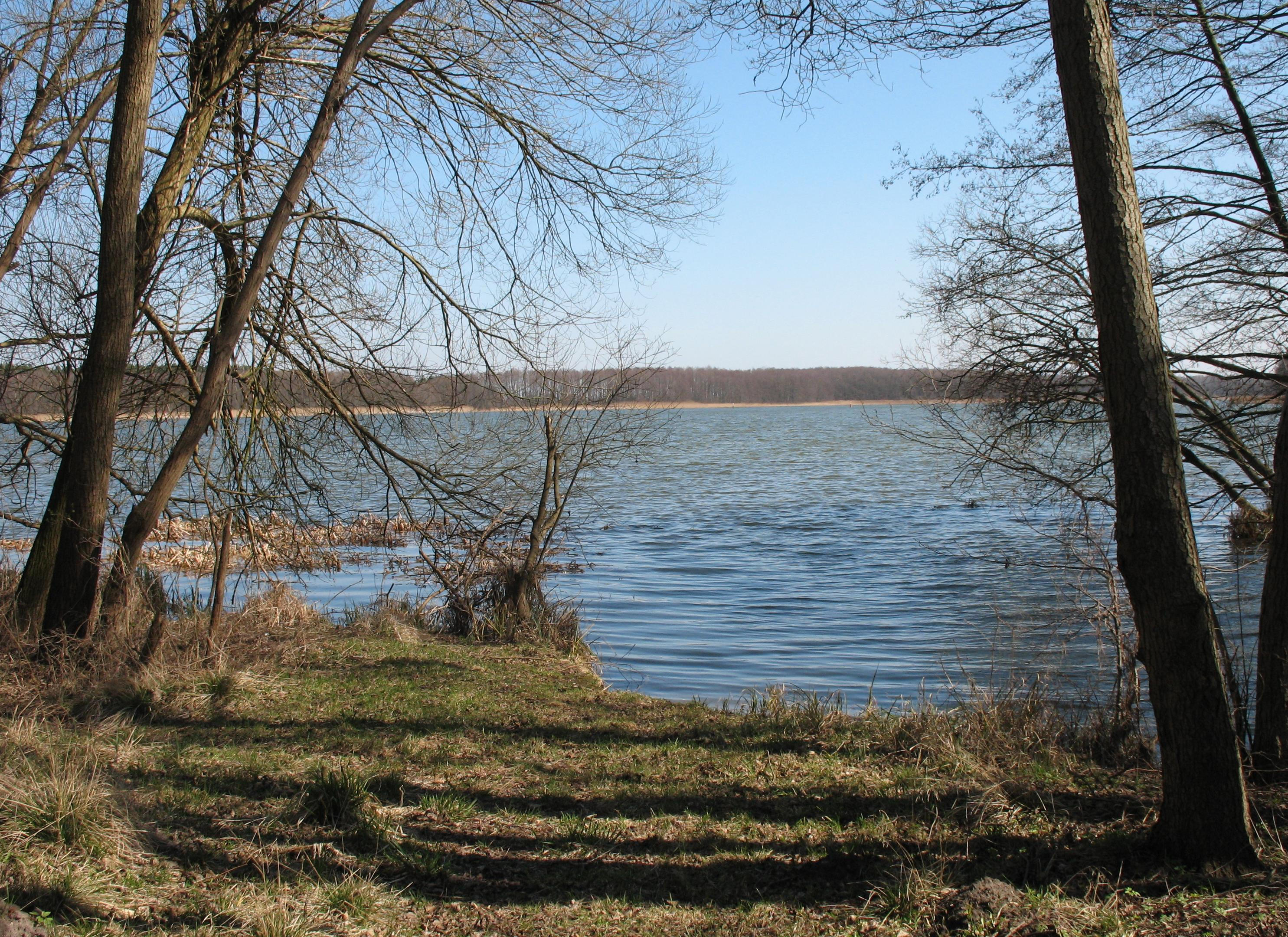

比茨湖（德語：Bützsee），是德國的湖泊，位於該國東北部，由勃蘭登堡州負責管轄，處於東普里格尼茨-魯平縣，面積2.2平方公里，最大水深4米，水體容量302萬立方米。